# Le Roi Grenouille ou Henri de Fer

Le Roi Grenouille ou Henri de Fer, Le Roi-Grenouille ou Henri-le-Ferré, ou La Fille du Roi et la Grenouille (en allemand Der Froschkönig oder der eiserne Heinrich) est un conte populaire allemand. Il s'agit du premier conte apparaissant dans le premier tome des Contes de l'enfance et du foyer (Kinder- und Hausmärchen, 1812, n° KHM 1), le recueil des frères Grimm.

## Versions
La version recueillie par les frères Grimm vient de Hesse. Dans leurs notes concernant Le Roi Grenouille, les frères Grimm rapportent une autre histoire, également originaire de Hesse, mettant en scène une princesse et une grenouille. La fin de l'histoire, l'épisode d'Henri de Fer, vient de Paderborn (Rhénanie-du-Nord-Westphalie).

## Résumé

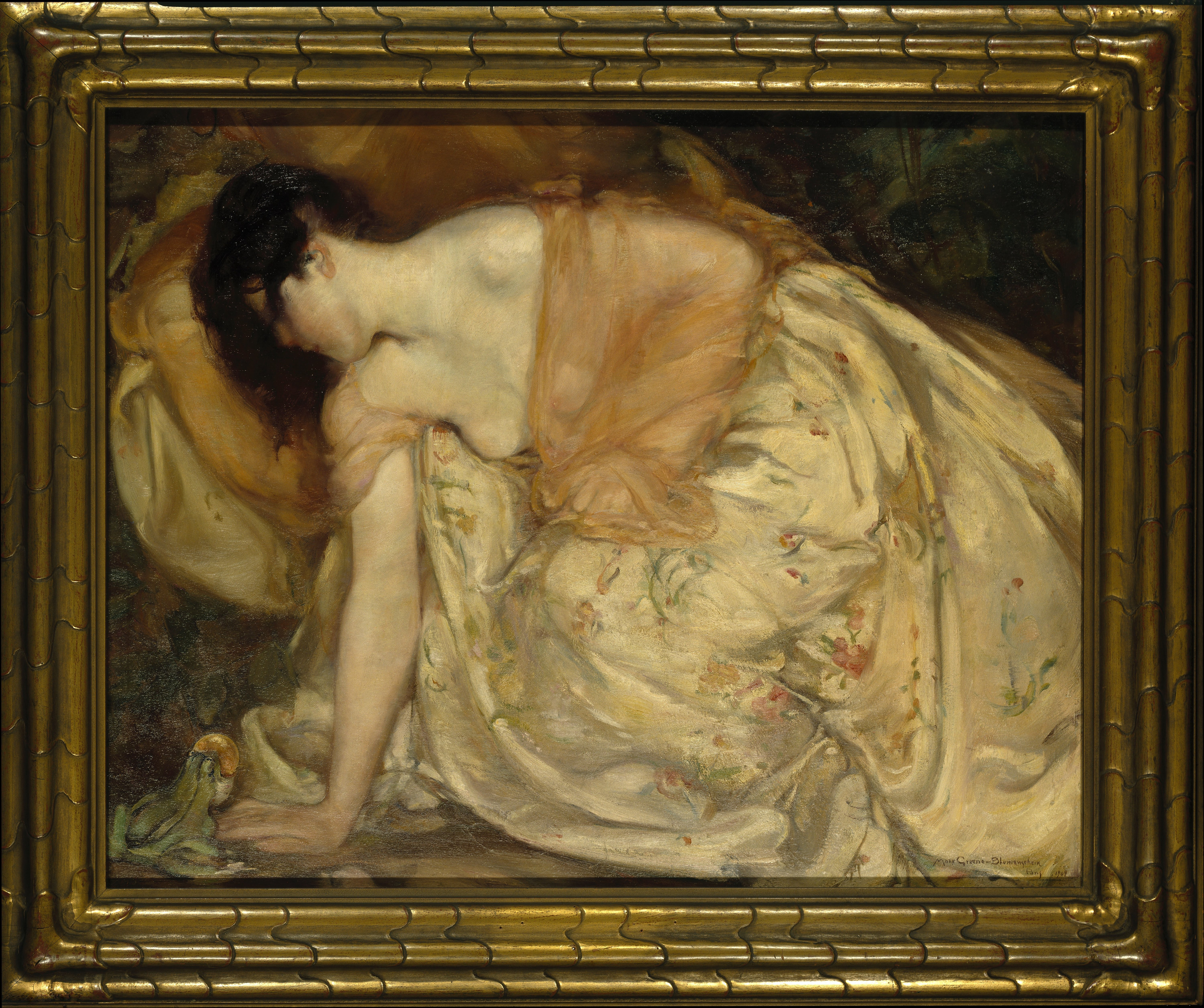
Peinture: La Princesse et la Grenouille, Mary Shepard Greene Bluemenschein

La fille d'un roi aime par-dessus tout jouer avec une balle d'or au bord d'une fontaine, à l'ombre d'un vieux tilleul. Un jour, à son grand désarroi, la balle tombe au fond de l'eau. Apparaît alors une grenouille qui lui propose de l'aider à condition que la princesse la laisse partager sa vie. La jeune fille accepte, pensant que l'animal ne se risquera pas à quitter la fontaine, et la grenouille plonge et lui rapporte la balle. Une fois qu'elle a récupéré son jouet, la princesse tourne les talons, sans plus se soucier de la grenouille.

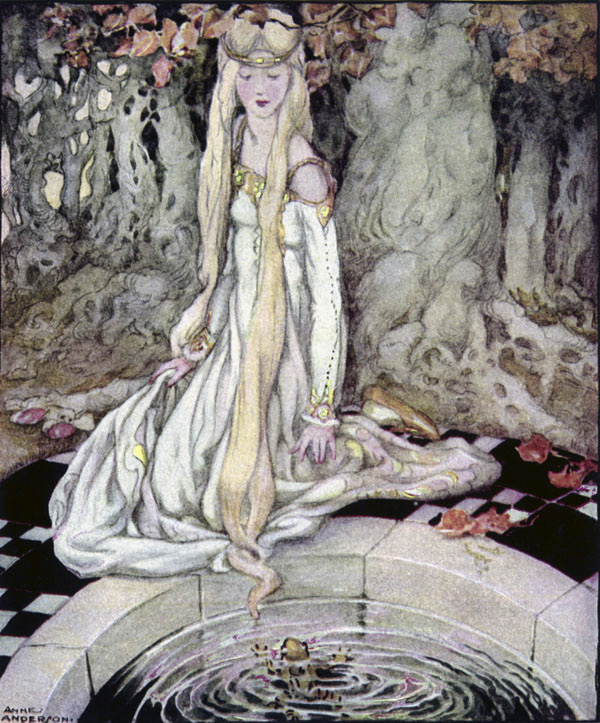
Une voix demande ce qui se passe – c'est une grenouille. Illustration d'Anne Anderson (1874-1930).

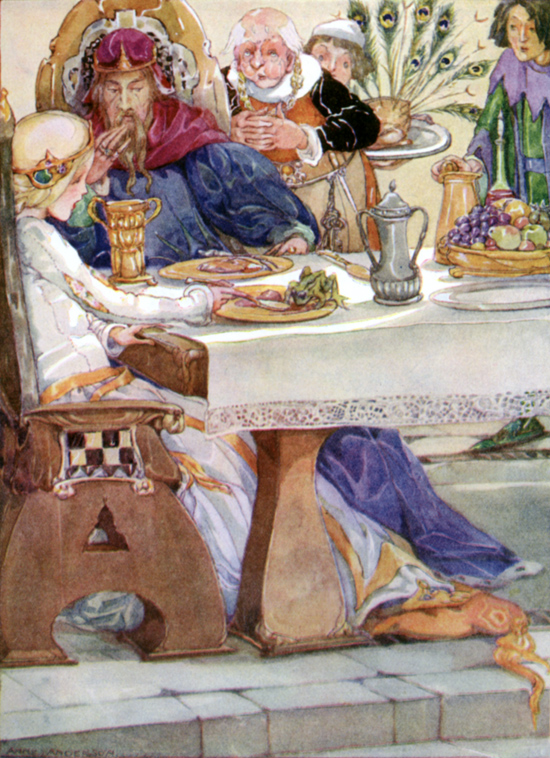
La grenouille mange dans l'assiette de la princesse. Illustration d'Anne Anderson.

La grenouille, cependant, la suit jusqu'au château. La princesse refuse de la laisser entrer et raconte toute l'histoire à son père le roi, lequel la sermonne et lui ordonne de tenir sa promesse. De mauvaise grâce, elle accepte d'abord que la grenouille monte sur sa chaise, puis sur la table, où la grenouille mange dans la même assiette que la jeune fille, mais, plus tard, au moment où la grenouille veut la rejoindre dans son lit, la princesse, dégoûtée, se saisit de l'animal et le lance violemment contre le mur. Alors, la grenouille se transforme en beau prince.
Le prince explique qu'une sorcière lui avait jeté un sort. Il décide d'emmener la princesse dans son royaume, à bord d'un carrosse attelé de huit chevaux blancs. Henri, le fidèle serviteur du prince, les accompagne. Désespéré au moment où son maître avait été envoûté, celui-ci s'était fait ceindre le cœur de trois cercles de fer de façon que son cœur n'éclate pas sous l'effet de la douleur. Au cours du voyage en carrosse, les trois cercles de fer se brisent, libérant ainsi le cœur d'Henri.

## Variantes
Aujourd'hui, on a davantage à l'esprit l'histoire du même charme rompu, non par la violence, mais par un romantique baiser. Dans les versions les plus anciennes, c'est par un acte de violence que la princesse brise le sortilège, en lançant la grenouille contre un mur (la version des Grimm), ou même en la décapitant (version écossaise) ou en lui brûlant la peau. Quelquefois, cependant, la grenouille devient un prince simplement après s'être glissée dans le lit de la princesse. On ignore exactement dans quelle version le baiser, qui nous est aujourd'hui plus familier, serait apparu pour la première fois. Apparemment, il figure d'abord dans des traductions du conte en anglais, influencées par celle d'Edgar Taylor en 1823, dans laquelle la grenouille partage le lit de la princesse trois nuits durant avant d'être métamorphosée. Cette version se base en fait sur une variante de l'histoire rapportée par les frères Grimm eux-mêmes dans leurs notes au sujet du Roi Grenouille.

## Classification
Dans la classification des contes-types d'Aarne et Thompson, Le Roi Grenouille ou Henri de Fer est rangé dans les contes de type AT 440, auquel il donne son nom : « Le Roi-Grenouille ».
Ph. Jouët a donné quelques indications sur le sens général, cosmologique, du récit : "La princesse réunit sur elle tous les traits d'une Fille du Soleil mythologique : colliers et autres bijoux circulaires, jeu avec une boule d'or (sphère dorée qu'elle jette en l'air). Cette image a beaucoup de parallèles indo-européens, surtout baltiques (Dainas de Saule). Opposé à ce domaine aérien et diurne, la fontaine représente les eaux nocturnes (mais pas les eaux stagnantes) et un lien avec l'Autre Monde ténébreux. Le soleil tombé dans l'eau signifie la disparition du feu de la vie et de la lumière pendant la nuit de l'année et du cycle en cours. La clarté diurne est menacée ; la princesse est triste : signes avant-coureurs de la mort (et de la stérilité). La grenouille est ici dans une fonction intermédiaire entre les mondes. C'est l'animal secourable dont l'association avec la vie est attesté dans d'autres domaines culturels (Rome, Lituanie). Le motif du prince ou de la princesse métamorphosés et captifs qu'il faut libérer s'est rencontré avec un conte sur les aventures de la Fille du Soleil (ou Aurore). En allemand, Soleil, Sonne, est resté féminin. 
Le motif de l'Aurore ingrate qui refuse d'accomplir ses vœux est archaïque. (Le roi plus sage que sa fille peut représenter un Ciel diurne régulateur.) Le thème du prince transformé est une métaphore de la renaissance et de l'hiérogamie printanières. Il s'est rencontré avec le motif du héros libérateur et prend une connotation sociale secondaire. N. B. : La grenouille est un animal saisonnier : engourdie l'hiver, renaissant l'été; d'où les deux aspects, latents et réalisé, de son personnage.
Henri de Fer devait initialement occuper une place plus importante. Il est associé à la circularité de l'Année, par sa fonction de conducteur et ses trois cercles de fer qui l'assimilent à une roue de charrette. Ces cercles peuvent représenter trois phases de la Lune (masculine en allemand). Dans les mythologies indo-européennes, Lune est le voyageur dans la nuit par excellence, amoureux et serviteur malheureux de la Fille du Soleil. La rupture des trois cercles signifie une victoire sur la partie sombre du cycle temporel dans une perspective de rénovation cyclique."

## Adaptations

### Cinéma
- 1954 : Der Froschkönig, film allemand (RFA) réalisé par Otto Meyer, durée 87 minutes environ.
- 1986 : The Frog Prince, film américano-israélien réalisé par Jackson Hunsicker, durée 86 minutes environ.
- 1988 : Le Roi Grenouille (Froschkönig), film allemand (RDA) produit par DEFA et réalisé par Walter Beck, durée 65 minutes environ.
- 1991 : Zabí král, coproduction entre la Tchécoslovaquie et l'Allemagne, film réalisé par Juraj Herz.

Le long-métrage d'animation La Princesse et la Grenouille, film de Walt Disney Pictures, sorti en 2010, s'inspire librement du roman pour enfants de E.D. Baker qui lui-même s’inspire de ce conte.

### Télévision
- 1999 : Simsala Grimm, série d'animation allemande, saison 1, épisode 23 : Le Roi Grenouille (Der Froschkönig).
- 2002 : Froschkönig, film allemand réalisé par Werner Siebert.
- 2008 : Der Froschkönig, film allemand réalisé par Franziska Buch, durée 59 minutes environ.

### Littérature
- 2023 : Trois cercles de fer de Magali Lefebvre, réécriture parue aux Editions Magic Mirror.

### Bande dessinée
Garulfo, série de bande dessinée de fantasy mythique française en six tomes publiés entre 1995 et 2002.

### Philatélie

Timbres émis en 1966 par la Deutsche Bundespost
La grenouille propose à la princesse d'aller récupérer la balle.
La grenouille mange dans l'assiette de la princesse.
La princesse et la grenouille devenue prince.
Le prince et la princesse en carrosse, accompagnés du fidèle Henri.